# Epirrhoe pupillata
Epirrhoe pupillata is een vlinder uit de familie van de spanners (Geometridae).
De spanwijdte van deze vlinder is 21 tot 24 millimeter. 
De soort gebruikt geel walstro als waardplant. De rups is te vinden in juni-juli en van augustus tot oktober. De pop overwintert. De vliegtijd is van juni tot augustus in twee jaarlijkse generaties.
De soort komt voor in de berggebieden van Europa (van midden Scandinavië tot de Alpen) tot Centraal-Azië, Mongolië en Siberië. Niet in Nederland en België.